# Meredithia spinifera
Meredithia spinifera är en ringmaskart som beskrevs av Hernandez-Alcantra och Solis-Weiss 2000. Meredithia spinifera ingår i släktet Meredithia och familjen Magelonidae.
Artens utbredningsområde är Mexikanska golfen. Inga underarter finns listade i Catalogue of Life.